# 1179
| Calendário gregoriano                                                        | 1179 MCLXXIX                                          |
| Ab urbe condita                                                              | 1932                                                  |
| Calendário arménio                                                           | 628 – 629                                             |
| Calendário bahá'í                                                            | -665 – -664                                           |
| Calendário budista                                                           | 1723                                                  |
| Calendário chinês                                                            | 3875 – 3876 Início a 9 de fevereiro (aproximadamente) |
| Calendário copta                                                             | 895 – 896                                             |
| Calendário etíope                                                            | 1171 – 1172                                           |
| Calendários hindus - Vikram Samvat - Calendário nacional indiano - Cáli Iuga | 1234 – 1235 1100 – 1101 4279 – 4280                   |
| Calendário Holoceno                                                          | 11179                                                 |
| Calendário islâmico                                                          | 574 – 575                                             |
| Calendário judaico                                                           | 4939 – 4940                                           |
| Calendário persa                                                             | 557 – 558                                             |
| Calendário rúnico                                                            | 1429                                                  |
| Calendário solar tailandês                                                   | 1722                                                  |

1179 (MCLXXIX, na numeração romana) foi um ano comum do século XII do Calendário Juliano, da Era de Cristo, e a sua letra dominical foi G (52 semanas), teve início numa segunda-feira e terminou também numa segunda-feira.
No reino de Portugal estava em vigor a Era de César que já contava 1217 anos.
| Ano completo                         |
| ------------------------------------ |
| Ano comum com início à segunda-feira |

## Eventos

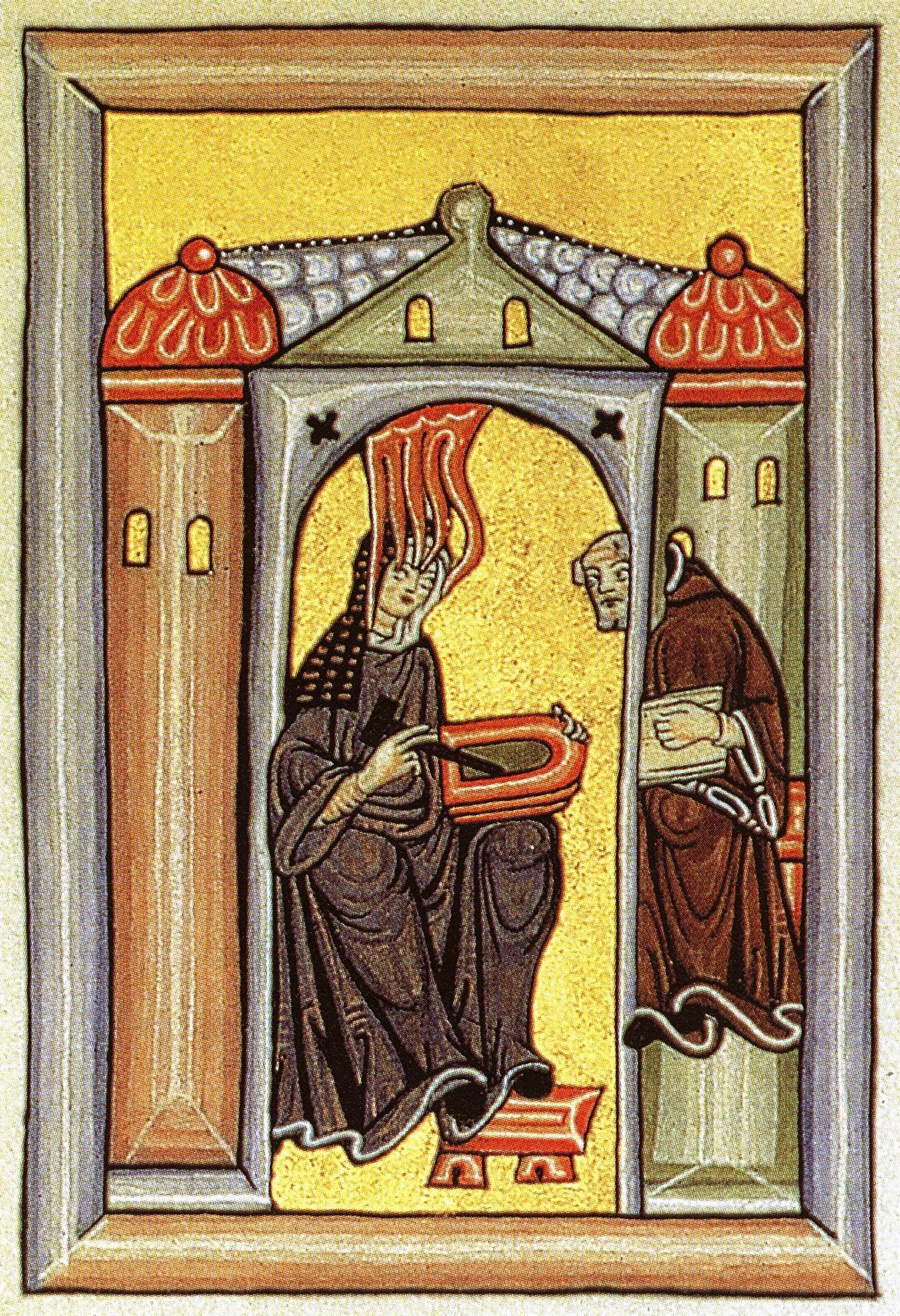
Santa Hildegarda de Bingen escrevendo sob inspiração divina numa tabuleta de cera, e ditando ao seu secretário Volmar. Iluminura do códice do livro Scivias do século XII, Mosteiro de Rupertsberg, Alemanha.

- 20 de Março Tratado de Cazorla entre Castela e Aragão para repartir as terras da Reconquista.
- Março - concílio Latrão III, o décimo primeiro concílio ecumênico da Igreja católica.
- 23 de Maio - Bula "Manifestis Probatum", do papa Alexandre III, confirma a posse do Reino de Portugal a D. Afonso Henriques e seus sucessores.
- D.Afonso Henriques e seu filho Sancho, futuro Sancho I de Portugal, concedem os forais a Santarém, Coimbra e Lisboa
- Foral de Abrantes concedido por Afonso Henriques.
- 23 a 30 de Agosto - Batalha de Vadum Iacob, entre o Reino Latino de Jerusalém e as forças de Saladino com a vitória deste último.

## Nascimentos
- 13 de Maio - Teobaldo III de Champagne, conde de Troyes e de Meaux, França (m. 1201).

## Mortes
- 17 de Setembro - Santa Hildegarda de Bingen, abadessa, compositora, escritora, canonizada pelo papa Gregório XIII, em 1584, e proclamada doutora da igreja pelo papa Bento XVI em 2012.